# 不定期エスパー
『不定期エスパー』（ふていきエスパー）は、眉村卓執筆による長編青春SF小説。

## 概要
トクマ・ノベルズより新書版で第1巻(1988年7月31日発行)から始まり、第8巻(1990年2月28日発行)まで続いた。第8巻のあとがきによると、執筆は1981年9月に開始されている。後に徳間文庫から文庫本として発刊されたシリーズとは、巻毎のタイトルに違いがある。
舞台は異種文明や星間国家が存在する世界の中にあるネプトーダ連邦という星間国家である。主人公のイシター・ロウはネプトーダ連邦カイナ星系惑星カイヤツに生まれる。彼はエスパーとしての能力は持っているが自らの意思で使うことはできず、発現は全くの偶然による。それ故に不定期エスパーと呼ばれている。
自分の将来の職業として彼は、ネプトーダ連邦の実質的な支配層である家に所属する護衛官になる事を選び、その準備としてファイター訓練専門学校に入学する。卒業後、幾つかある家の中からエレスコブ家の護衛官に就職し物語が始まる。
主人公であるイシター・ロウの語りによる主観的な目線でストーリーが展開される形式になっている。その為、生きている世界全体の状況は、基本的にイシター・ロウが知りうる範囲の事しか分からない。超能力を使ってヒーロー的に活躍するというより、ひとりの青年が身の回りの状況に右往左往のされつつ、自分の能力を最大限に活かして必死に生き抜いていく姿を描いているのが特徴である。

## 刊行リスト
トクマ・ノベルズ
1. 不定期エスパー〈1〉<エレスコブ家><護衛員>　1988年7月1日 ISBN 978-4-19-153708-8
2. 不定期エスパー〈2〉<デヌイベ><能力>　1988年9月1日 ISBN 978-4-19-153762-0
3. 不定期エスパー〈3〉<カイヤツ３><査問>　1988年11月1日 ISBN 978-4-19-153797-2
4. 不定期エスパー〈4〉<バトワ基地>　1989年1月1日 ISBN 978-4-19-153840-5
5. 不定期エスパー〈5〉<エクレーダ><交戦>　1989年3月1日 ISBN 978-4-19-153906-8
6. 不定期エスパー〈6〉<激闘><ドゥニネ>　1989年6月1日 ISBN 978-4-19-153975-4
7. 不定期エスパー〈7〉<デヌエヌス><彷徨>　1989年10月1日 ISBN 978-4-19-154033-0
8. 不定期エスパー〈8〉<三角地帯><救出><旅立ち>　1990年2月1日 ISBN 978-4-19-154140-5

徳間文庫
1. 不定期エスパー〈1〉護衛員イシター・ロウ　1992年4月1日 ISBN 978-4-19-579497-5
2. 不定期エスパー〈2〉謎のデヌイベ　1992年4月1日 ISBN 978-4-19-579498-2
3. 不定期エスパー〈3〉エレスコブ家追放　1992年5月1日 ISBN 978-4-19-577177-8
4. 不定期エスパー〈4〉カイヤツ軍兵士　1992年6月1日 ISBN 978-4-19-577210-2
5. 不定期エスパー〈5〉宇宙母艦エクレーダ　1992年7月1日 ISBN 978-4-19-567241-9
6. 不定期エスパー〈6〉激闘！首都ネプト　1992年8月1日 ISBN 978-4-19-577264-5
7. 不定期エスパー〈7〉シェーラたちの正体　1992年9月1日 ISBN 978-4-19-587302-1
8. 不定期エスパー〈8〉新しい道　1992年10月1日 ISBN 978-4-19-577346-8